# Fu Haifeng
Fu Haifeng, född 23 augusti 1983, är en kinesisk idrottare som tog silver i badminton tillsammans med Cai Yun vid olympiska sommarspelen. Fyra år senare spelade han återigen i de olympiska spelen tillsammans med Cai Yun, den här gången tog de guld. Vid olympiska sommarspelen 2016 tog han återigen guld i herrdubbel tillsammans med Zhang Nan.

## Olympiska meriter

### Olympiska sommarspelen 2008
| Namn                   | Gren   | 32-delsfinal | 16-delsfinal | 8-delsfinal                             | Kvartsfinal                             | Semifinal                         | Final                                             | Final |
| Namn                   | Gren   | Resultat     | Resultat     | Resultat                                | Resultat                                | Resultat                          | Resultat                                          | Plats |
| ---------------------- | ------ | ------------ | ------------ | --------------------------------------- | --------------------------------------- | --------------------------------- | ------------------------------------------------- | ----- |
| (2) Fu Haifeng Cai Yun | Dubbel |              |              | Eriksen och Hansen (DEN) W 21-12, 21-11 | Bach och Malaythong (USA) W 21-9, 21-10 | Lee och Hwang (KOR) W 22-20, 21-8 | (1) Kido och Setiawan (INA) L 21-12, 11-21, 16-21 |       |